# Cnaeus Cornelius Scipio Hispallus
Pour les articles homonymes, voir Cornelius Scipio.
Gnaeus Cornelius Scipion Hispallus qui appartenait à la branche des Scipiones de la famille des Cornelii était un homme politique romain.
Gnaeus Cornelius Scipio Hispallus était le fils de Cnaeus Cornelius Scipio Calvus. En 199 av. J.-C., il devint pontife et, en –179, préteur. Il atteignit le point culminant de sa carrière lorsqu'il revêtit le consulat en -176 avec pour collègue Quintus Petillius Spurinus. Il mourut l'année même de son consulat, et fut remplacé par le consul suffect Caius Valerius Laevinus. Il était le père de Cnaeus Cornelius Scipio Hispanus.

## Sources
- Tite-Live, XLI,16